# Blitz & Donner
Blitz & Donner ist das dritte Studioalbum von Matt Roehr. Es erschien am 19. August 2011 über das Label Gonzo Music Records. Vertrieben wird das Album von Soulfood.

## Musikstil und Inhalt
Die Lieder des Albums sind überwiegend rockig gehalten, lediglich der Titel Gedankenpolizei und Sekt oder Selters sind ruhiger gehalten.

## Covergestaltung
Das Cover ist in Schwarz, Rot und Beige gehalten. Es zeigt in der Mitte einen Totenkopf, darüber steht „Blitz & Donner“ und darunter in Großbuchstaben „Matt Gonzo Roehr“.

## Titelliste
| #  | Titel                | Länge |
| -- | -------------------- | ----- |
| 1  | Himmelsstürmer       | 3:15  |
| 2  | Ja. Nee, is´klar     | 3:26  |
| 3  | Die Wahrheit         | 3:45  |
| 4  | Zeitgeistreiter      | 3:30  |
| 5  | R.I.F                | 3:29  |
| 6  | Gedankenpolizei      | 4:56  |
| 7  | 24/7/365             | 4:23  |
| 8  | Freiheit             | 3:21  |
| 9  | Revolution           | 3:28  |
| 10 | Kein Zurück          | 3:41  |
| 11 | Ich Bin Nicht Wie Du | 3:38  |
| 12 | Sekt oder Selters    | 4:06  |

## Chartplatzierungen und Singles
Das Album stieg in der 35. Kalenderwoche auf Platz 17 in die deutschen Charts ein und hielt sich eine Woche auf diesem. Als Single wurde vorab der Titel Freiheit veröffentlicht, zu der Matt Roehr auch eine englische Version schrieb. Die Single ist nur als Download erhältlich. Die englische Version ist nicht auf dem Album enthalten.